# 1964-es magyar öttusabajnokság
Az 1964-es magyar öttusabajnokságot június 27. és július 1. között rendezték meg. A viadalt Török Ferenc nyerte meg. Ez volt a harmadik, egyben utolsó egyéni bajnoki címe. A csapatversenyt a Bp. Honvéd nyerte.

## Eredmények

### Férfiak

#### Egyéni
| Hely | Név              | Klub       | Eredmény |
| ---- | ---------------- | ---------- | -------- |
| 1.   | Török Ferenc     | Bp. Honvéd | 5011     |
| 2.   | Török Ottó       | Bp. Honvéd | 4794     |
| 3.   | Sárfalvi Béla    | Csepel SC  | 4766     |
| 4.   | Móczár István    | Bp. Honvéd | 4706     |
| 5.   | Takács Péter     | Bp. Honvéd | 4705     |
| 6.   | Nagy Imre        | MAFC       | 4638     |
| 7.   | Szaniszló József | Bp. Honvéd | 4594     |
| 8.   | Papp Ferenc      | MAFC       | 4418     |
| 9.   | Bodnár János     | Csepel SC  | 4417     |
| 10.  | Erdősi László    | Csepel SC  | 4406     |

#### Csapat
| Hely | Név                                        | Klub           | Eredmény |
| ---- | ------------------------------------------ | -------------- | -------- |
| 1.   | Török Ferenc, Szaniszló József, Török Ottó | Bp Honvéd I.   | 14 300   |
| 2.   | Móczár István, Gruber, Takács Péter        | Bp. Honvéd II. | 13 707   |
| 3.   | Sárfalvi Béla, Bodnár János, Erdősi László | Csepel SC      | 13 552   |